# Albertin Dissaux
Albertin Dissaux, né le 17 novembre 1914 à Boussu-Bois et mort le 10 juillet 2002 à Villepinte, souvent orthographié à tort Disseaux avec un E, est un coureur cycliste belge. Professionnel de 1936 à 1946, il a remporté le Tour du Nord et le Tour de l'Ouest en 1936.

## Palmarès
- 1934
  - 3e de Lille-Bruxelles-Lille
- 1935
  - 3e de Lille-Bruxelles-Lille
- 1936
  - Trophée national belge
  - Tour du Nord
  - Tour de l'Ouest
- 1937
  - 3e de  Paris-Saint-Jean d'Angély
- 1938
  - 2e de Paris-Tours
  - 2e de Paris-Nice
  - 3e de Paris-Saint-Étienne
  - 9e de Paris-Roubaix
- 1939
  - 2e du championnat de Belgique sur route
- 1942
  - Bordeaux-Angoulême
- 1943
  - Circuit de Paris
  - 3e de la Polymultipliée
- 1944
  - Paris-Dijon
  - 3e du GP de Provence

## Résultats sur les grands tours

### Tour de France
- 1937 : non-partant à la 17e étape
- 1938 : 12e
- 1939 : 7e